# Jazīreh-ye Sīrrī
Jazīreh-ye Sīrrī (persiska: جَزيرِۀ سيرّی, جَزيرِهِ سيری, جَزيرِۀ سُرّی) är en ö i Iran.   Den ligger i provinsen Hormozgan, i den södra delen av landet, 1 100 km söder om huvudstaden Teheran. Arean är 16,1 kvadratkilometer.
Terrängen på Jazīreh-ye Sīrrī är mycket platt. Öns högsta punkt är 33 meter över havet. Den sträcker sig 4,2 kilometer i nord-sydlig riktning, och 6,2 kilometer i öst-västlig riktning.